# Manoba umbrimedia
Manoba umbrimedia är en fjärilsart som beskrevs av De Joannis 1928. Manoba umbrimedia ingår i släktet Manoba och familjen trågspinnare. Inga underarter finns listade i Catalogue of Life.